# Liste des députés de la préfecture de Yamagata
Cette page liste les membres de la Chambre des représentants du Japon élus dans les circonscriptions de la préfecture de Yamagata.

## 41elégislature(1996-2000)
Au cours de la 41e législature, les députés de la préfecture de Yamagata furent les suivants :
| Circonscription | Député | Député                 | Parti politique |
| --------------- | ------ | ---------------------- | --------------- |
| 1re             |        | Michihiko Kano         | Shinshintō      |
| 2e              |        | Takehiko Endō (ja)     | SE              |
| 3e              |        | Riichirō Chikaoka (ja) | PLD             |
| 4e              |        | Kōichi Katō (ja)       | PLD             |

## 42elégislature(2000-2003)
Au cours de la 42e législature, les députés de la préfecture de Yamagata furent les suivants :
| Circonscription | Député | Député                 | Parti politique | Mandat    |
| --------------- | ------ | ---------------------- | --------------- | --------- |
| 1re             |        | Michihiko Kano         | PDJ             |           |
| 2e              |        | Takehiko Endō (ja)     | PLD             |           |
| 3e              |        | Riichirō Chikaoka (ja) | PLD             |           |
| 4e              |        | Kōichi Katō (ja)       | PLD             | 2000-2002 |
| 4e              |        | Jun Saitō (ja)         | PDJ             | 2002-2003 |

## 43elégislature(2003-2005)
Au cours de la 43e législature, les députés de la préfecture de Yamagata furent les suivants :
| Circonscription | Député | Député             | Parti politique |
| --------------- | ------ | ------------------ | --------------- |
| 1re             |        | Toshiaki Endō (ja) | PLD             |
| 2e              |        | Takehiko Endō (ja) | PLD             |
| 3e              |        | Kōichi Katō (ja)   | SE              |

## 44elégislature(2005-2009)
Au cours de la 44e législature, les députés de la préfecture de Yamagata furent les suivants :
| Circonscription | Député | Député             | Parti politique |
| --------------- | ------ | ------------------ | --------------- |
| 1re             |        | Toshiaki Endō (ja) | PLD             |
| 2e              |        | Takehiko Endō (ja) | PLD             |
| 3e              |        | Kōichi Katō (ja)   | PLD             |

## 45elégislature(2009-2012)
Au cours de la 45e législature, les députés de la préfecture de Yamagata furent les suivants :
| Circonscription | Député | Député            | Parti politique |
| --------------- | ------ | ----------------- | --------------- |
| 1re             |        | Michihiko Kano    | PDJ             |
| 2e              |        | Yōsuke Kondō (ja) | PDJ             |
| 3e              |        | Kōichi Katō (ja)  | PLD             |

## 46elégislature(2012-2014)
Au cours de la 46e législature, les députés de la préfecture de Yamagata furent les suivants :
| Circonscription | Député | Député               | Parti politique |
| --------------- | ------ | -------------------- | --------------- |
| 1re             |        | Toshiaki Endō (ja)   | PLD             |
| 2e              |        | Norikazu Suzuki (ja) | PLD             |
| 3e              |        | Juichi Abe (ja)      | SE              |

## 47elégislature(2014-2017)
Au cours de la 47e législature, les députés de la préfecture de Yamagata furent les suivants :
| Circonscription | Député | Député               | Parti politique |
| --------------- | ------ | -------------------- | --------------- |
| 1re             |        | Toshiaki Endō (ja)   | PLD             |
| 2e              |        | Norikazu Suzuki (ja) | PLD             |
| 3e              |        | Ayuko Katō           | PLD             |

## 48elégislature(2017-2021)
Au cours de la 48e législature, les députés de la préfecture de Yamagata furent les suivants :
| Circonscription | Député | Député               | Parti politique |
| --------------- | ------ | -------------------- | --------------- |
| 1re             |        | Toshiaki Endō (ja)   | PLD             |
| 2e              |        | Norikazu Suzuki (ja) | PLD             |
| 3e              |        | Ayuko Katō           | PLD             |

## 49elégislature(2021-2024)
Au cours de la 49e législature, les députés de la préfecture de Yamagata furent les suivants :
| Circonscription | Député | Député               | Parti politique |
| --------------- | ------ | -------------------- | --------------- |
| 1re             |        | Toshiaki Endō (ja)   | PLD             |
| 2e              |        | Norikazu Suzuki (ja) | PLD             |
| 3e              |        | Ayuko Katō           | PLD             |

## 50elégislature(depuis 2024)
Au cours de la 50e législature, les députés de la préfecture de Yamagata sont les suivants :
| Circonscription | Député | Député               | Parti politique |
| --------------- | ------ | -------------------- | --------------- |
| 1re             |        | Toshiaki Endō (ja)   | PLD             |
| 2e              |        | Norikazu Suzuki (ja) | PLD             |
| 3e              |        | Ayuko Katō           | PLD             |